# فرد دی. شپارد
فرد دی. شپارد (انگلیسی: Fred D. Shepard; ۱۱ سپتامبر ۱۸۵۵ – ۱۸ دسامبر ۱۹۱۵) پزشک اهل ایالات متحده آمریکا که شاهد نسل‌کشی ارمنیان بوده است.